# Le Dernier Troyen
Le Dernier Troyen est une série de bande dessinée française  créée par la scénariste Valérie Mangin et le dessinateur Thierry Démarez, dont le premier tome est paru en janvier 2004, dans l'univers des Chroniques de l'Antiquité galactique commencé avec le Fléau des dieux.
Elle est la transposition libre dans un univers de science fantasy de l'histoire d'Énée, survivant de la chute de Troie, d’après l'Odyssée d'Homère et l'Énéide de Virgile.

## Synopsis
Dans l'Orbis romain galactique, le poète Virgile raconte le destin d'Énée, considéré comme le fondateur de l'Orbis.
Alors que les habitants de la planète Troie célèbre le départ des Grecs Achéens avec qui ils sont en guerre depuis dix ans, ils font entrer dans leurs gigantesques abris souterrains un astéroïde sculpté en forme de cheval comme un trophée.
Le piège d'Ulysse et le plan des dieux contre Troie se nouent alors, forçant Énée à sauver ce qui peut l'être encore : sa famille et son destin. Il sera le fondateur d'un nouvel empire.

## Analyse
L'histoire est mise en abyme puisqu’elle est racontée par une troupe de théâtre à l’empereur de l’Orbis romain ou à des membres de sa famille (voir Le Fléau des dieux). L'Orbis a pris pour histoire officielle qu’il a existé de tout temps, et que tout ce qui a été avant est légendes et mythes.
Dans la première édition du deuxième tome, les auteurs expliquent comment ils se sont inspirés d'Homère et de Virgile tout en trahissant les textes connus. Ils estiment reprendre l’habitude antique de l'improvisation d’une histoire à partir des caractères principaux des personnages d’Énée et d’Ulysse. Ils souhaitent également par ce biais créer un univers de science-fiction nouveau et aborder des thèmes de société du XXIe siècle : les concepts de féminité et de masculinité dans le tome 2, la drogue dans le tome 3.

## Albums
- Soleil Productions :

1. Le Cheval de Troie, 2004[1],[2].
2. La Reine des Amazones, 2004[3].
3. Les Lotophages, 2005[4].
4. Carthago, 2006.
5. Au-delà du Styx (2007.
6. Rome, novembre 2008.

Dans sa première édition, Le Cheval de Troie est paru avec La Louve romaine, une histoire en 8 planches couleurs. Dans sa première édition, La Reine des Amazones est publiée avec un commentaire illustré des auteurs titré Aux Sources des Amazones.
Le tome 4 est le premier à paraître dans la nouvelle collection « Quadrant solaire » de l'éditeur Soleil.
Le tome 5 est paru avec huit pages de "Chroniques de l'Antiquité galactiques" dans la collection « Quadrants », et non plus « Quadrant solaire », toujours de l'éditeur Soleil.